# Gonzales (Punta Fortín)
Gonzales es una localidad de Trinidad y Tobago, que forma parte del borough de Punta Fortín y la región de Siparia.

## Geografía
La localidad abarca parte de la isla Trinidad y limita al norte con el golfo de Paria y Cochrane, al sur con New Village y Parry Lands South (localidad perteneciente a la región de Siparia), al este con Cochrane y Parry Lands South y al oeste con Clifton Hill, Punta Fortín y Techier Village.

## Demografía
Datos demográficos de la localidad de Gonzales:
| Gráfica de evolución demográfica de Gonzales entre 2000 y 2011 |
|                                                                |